# Københavns belejring (1289)
 For alternative betydninger, se Københavns belejring. (Se også artikler, som begynder med Københavns belejring)
Københavns belejring eller slaget ved København var et slag, som fandt sted den 7. juli 1289 som en del af de fredløses krig.

## Baggrund
Mordet på Erik Klipping i Finderup Lade i 1286 havde store politiske konsekvenser for den danske adel, der havde været hans modstandere. Adskillige havde magtfulde fjender, og de ønskede at straffe dem. Som et resultat flygtede de til Norge, hvor den norske konge Erik 2. beskyttede dem. På samme tid blev der aftalt en stor voldgift mellem det norske rigsråd og tyske købmænd. Kongeriget Norge havde et ønske om at udvide sin grænser mod syd. Tre år senere begyndte en dansk-norsk konflikt, der blev kaldt de fredløses krig.

## Angrebet
Den norske ledingsflåde sejlede mod Danmark for at plyndre med den norske kong Erik 2. i spidsen. De sejlede ind i Øresund natten til den 7. juli. Ved et uheld blev et skib ødelagt, og 160 mænd druknede. Flåden angreb og nedbrændte Helsingør den 7. juli, hvorefter flåden sejlede videre mod København samme dag. København modstod dog angrebet, og nordmændene sejlede i stedet videres sydpå dagen efter. De nedbrændte bl.a. byen på Hven og Amager, inden de sejlede videre til Skanør, hvor der blev udkæmpet et slag den 9. juli.